# Kiss Unplugged (video)
Kiss Unplugged è un video del gruppo hard rock statunitense Kiss, pubblicato il 12 marzo 1996 in formato VHS per l'etichetta PolyGram Records. Il corrispondente album live è Kiss Unplugged.
Il video è una registrazione di un'esibizione tenuta dal gruppo nello programma Unplugged della rete televisiva MTV, avvenuta l'8 agosto 1995 nei Sony Studios di New York. Ciascun video di ogni canzone è intervallato da filmati contenenti interviste di alcuni membri del gruppo, prove dello spettacolo ed alcune esibizioni durante il Kiss Konvention Tour del 1995. Il video è stato premiato con il disco d'oro nel 1996.

## Tracce
1. Comin' Home
2. Plaster Caster
3. Goin' Blind
4. Do You Love Me?
5. Domino
6. Got to Choose
7. Sure Know Something
8. A World Without Heroes
9. Rock Bottom
10. See You Tonight
11. I Still Love You
12. Every Time I Look at You
13. 2,000 Man
14. Beth
15. Nothin' to Lose
16. Rock and Roll All Nite

## Formazione
- Paul Stanley: voce, chitarra acustica
- Gene Simmons: voce, basso acustico
- Bruce Kulick: chitarra acustica
- Eric Singer: voce, batteria
- Ace Frehley: voce, chitarra acustica
- Peter Criss: voce, batteria

### Collaboratori
- Phil Ashley: pianoforte
- Jon Gridstaff: direttore